# Burg Runkel
Die Burg Runkel ist die Ruine einer hochmittelalterlichen Höhenburg in der Stadt Runkel im Landkreis Limburg-Weilburg in Hessen.

## Lage
Der Ort und die Burg liegen Luftlinie etwa sechs Kilometer östlich von Limburg an der Lahn, 30 Kilometer südwestlich von Wetzlar und fast 60 Kilometer nordwestlich von Frankfurt am Main im Tal der Lahn. Die Höhenburg liegt auf rund 150 m ü. NN und erhebt sich etwa 35 bis 40 Meter über dem Tal der Lahn.

## Geschichte
Die Burg wurde erstmals im Jahre 1159 erwähnt, dürfte aber älter sein. Sie wurde von den Herren von Runkel zur Sicherung der Lahnbrücke erbaut und befand sich 1159 im Besitz von Siegfried (I.) von Runkel.

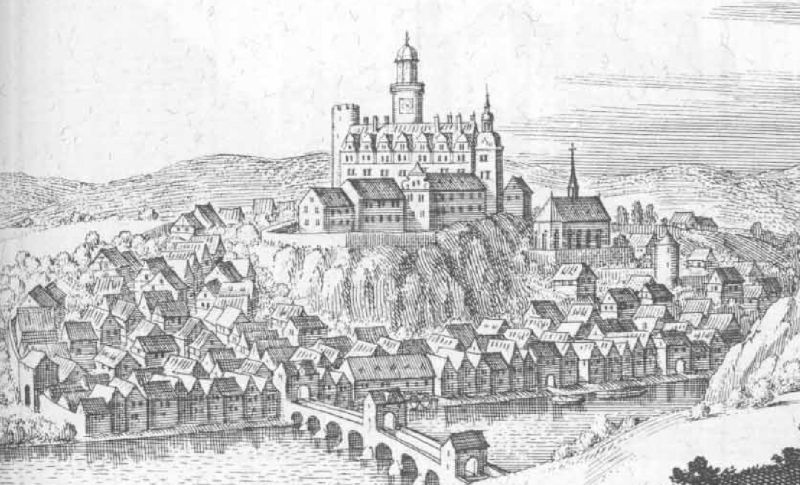
Runkel Topographia Hassiae, Matthäus Merian, 1655
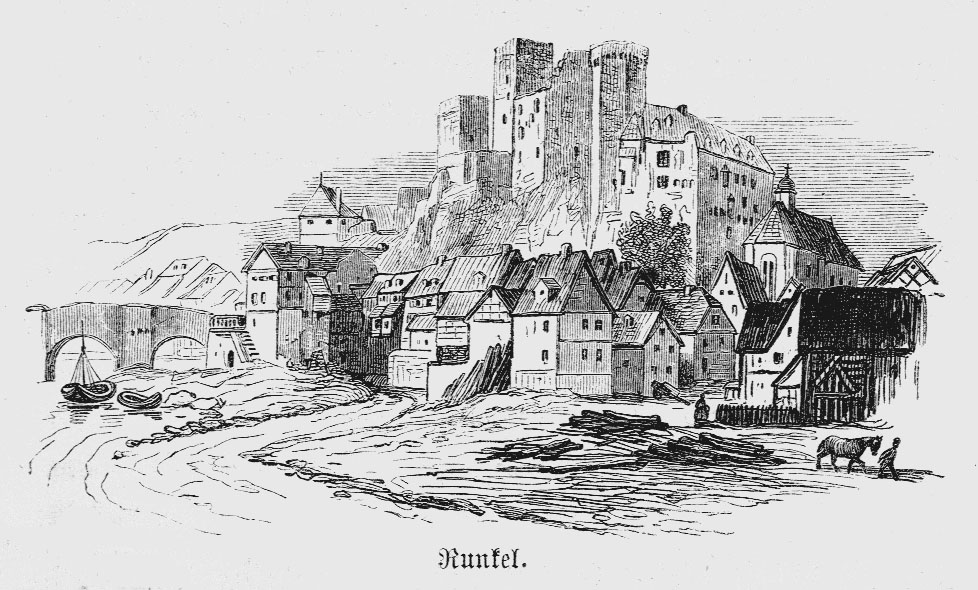
Burg und Stadt Runkel Radierung, Ferdinand Karl Klimsch, um 1865

Im Zuge eines ab etwa 1250 auftretenden Familienstreites um Besitz- und Erbansprüche vertrieb Siegfried (V.) 1276 seinen Vetter Heinrich († 1288) aus der Burg. Dieser ließ darauf ab 1288 auf den gegenüber liegenden Höhen der Lahn die Burg Schadeck als Trutzburg errichten. Im gleichen Jahr folgte die Trennung der bis dahin verbundenen Herrschaften Runkel und Westerburg. Dietrich III. von Runkel vergrößerte 1376 seine Herrschaft um die Zehnten Schupbach und Aumenau und ließ neben der Burg ein moderneres Schloss errichten. Dietrich IV. von Runkel († nach 1462), Herr von Runkel, gelangte durch Ehe mit Anastasia von Isenburg-Wied, auch in den Besitz der Grafschaft Wied, nach der sich seine Nachfahren fortan nannten. 1543 beherbergte die Burg Runkel Philipp Melanchthon als Gast des Grafen Johann IV. von Wied-Runkel († 1581).
1595 erfolgte eine Teilung der Grafschaft Wied, Wilhelm IV. von Wied-Runkel erhielt die „Obere Grafschaft Wied“ (um Runkel und Dierdorf), sein Neffe Johann Wilhelm von Wied-Runkel erhielt die „Niedere Grafschaft Wied“ (um Wied, Braunsberg und Isenburg). Runkel wurde dadurch Zentrum der Oberen Grafschaft Wied.
Im Dreißigjährigen Krieg wurden am 15. Oktober 1634 die Burg und der Ort von kaiserlichen Truppen (Kroaten) unter Graf Isolani zerstört. Danach wurde die Haupt- oder Kernburg nicht wieder aufgebaut; die Gebäude der Unterburg sowie einige Wirtschaftsgebäude wurden jedoch in den folgenden Jahren wiederhergerichtet oder weiter ausgebaut.
1692 überließ Friedrich von Wied-Runkel seinem Enkel Maximilian Heinrich von Wied-Runkel die Obere Grafschaft Wied, vermehrt insbesondere um Isenburg, das bis dahin zur Niederen Grafschaft Wied gehörte. Die Grafschaft hieß fortan Wied-Runkel, sie wurde 1791 zum Fürstentum erhoben.
Im Rahmen der Rheinbundakte wurde das Fürstentum 1806 mediatisiert und in das neugeschaffene Herzogtum Nassau, der rechtslahnische Teil ins Großherzogtum Kleve und Berg (1813 an Preußen) eingegliedert. Karl Ludwig Friedrich Alexander Fürst zu Wied wurde als Standesherr u. a. Verwalter des neu geschaffenen nassauischen Amtes Runkel.
Als im März 1824 Karl Ludwig Friedrich Alexander Fürst zu Wied und im April 1824 dessen Bruder Friedrich Ludwig Fürst zu Wied kinderlos starben, erlosch mit ihnen die wied-runkelsche Linie. Ihre standesherrlichen Rechte an Stadt und Burg Runkel fielen an Wilhelm Hermann Karl Fürst zu Wied aus der Nebenlinie Wied-Neuwied (vormals Niedere Grafschaft).

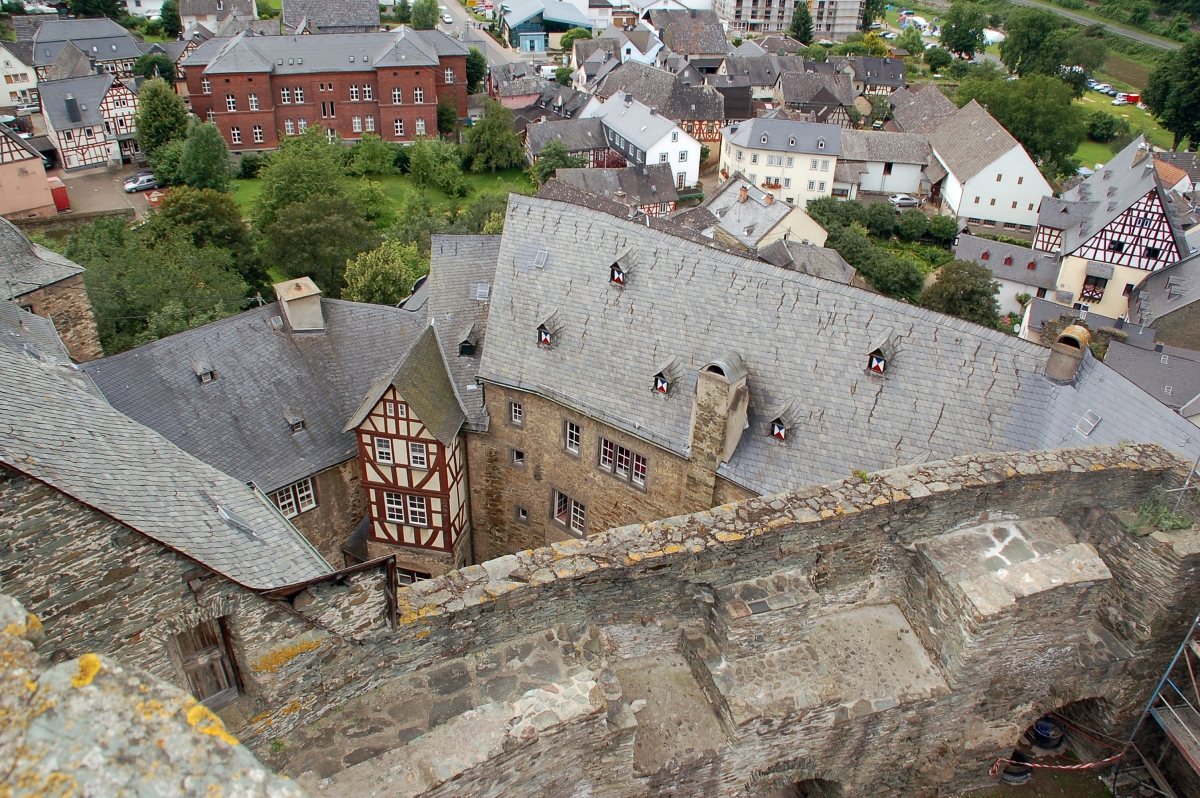
Blick über die Unterburg zum Rathaus
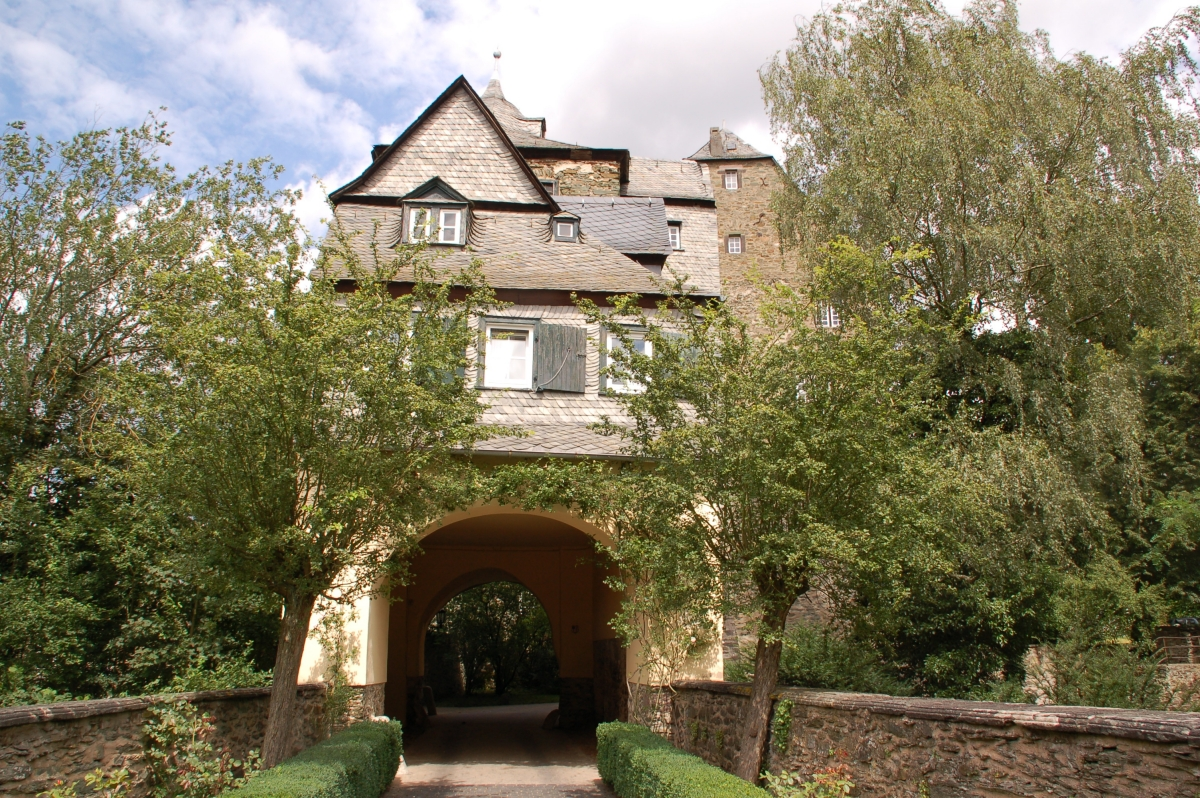
Burgtor von innen

### Liste der Herren von Runkel

#### Herrschaft Runkel

Wappen der Herren von Runkel

- um 1159: Siegfried I. von Runkel, Herr von Runkel
- um 1181: Siegfried II. von Runkel, dessen Sohn, Herr von Runkel
- um 1191–um 1221: Siegfried III. von Runkel-Westerburg, dessen Sohn, Herr von Runkel und Westerburg

- nach 1221–um 1250: Siegfried IV. von Runkel-Westerburg († 1266), dessen Sohn, Mitherr von Runkel, Herr von Westerburg
- nach 1221–um 1226: Dietrich I. von Runkel, dessen Bruder, Mitherr von Runkel
- nach 1250–1277: Heinrich I. von Runkel-Westerburg, Sohn Siegfrieds IV., Mitherr von Runkel, Herr von Westerburg
- um 1270–1288: Siegfried V. von Runkel, Sohn Dietrichs I., Mitherr von Runkel, 1277 Alleinherr von Runkel

- 1288(?)–1352: Dietrich II. von Runkel († nach 1352), dessen Sohn (oder Enkel?), Herr von Runkel
- 1352–1402: Dietrich III. von Runkel († 1402), dessen Sohn, Herr von Runkel
- 1402–1417: Friedrich III. von Runkel († vor 1417), dessen Sohn, Herr von Runkel
- 1417–um 1427: Siegfried VIII. von Runkel, dessen Bruder, Herr von Runkel
- um 1427–1462: Dietrich IV. von Runkel († 1462), dessen Bruder, Herr von Runkel
- 1462–1487: Friedrich IV. von Wied-Runkel († 1487), dessen Sohn, Herr von Runkel, 1454 Graf von Wied
- 1487–1505: Wilhelm III. von Wied-Runkel († 1526), dessen Sohn, Herr von Runkel, Graf von Wied und Moers
- 1505–1533: Johann III. von Wied-Runkel († 1533), dessen Bruder, Graf von Wied
- 1533–1535: Philipp von Wied-Runkel († 1535), dessen Sohn, Herr von Runkel, Graf von Wied
- 1535–1581: Johann IV. von Wied-Runkel († 1581), dessen Bruder, Herr von Runkel, Graf von Wied
- 1581–1591: Hermann I. von Wied-Runkel († 1591), dessen Sohn, Herr von Runkel, Graf von Wied (gemeinsam mit Wilhelm IV.)
- 1591–1595: Johann Wilhelm von Wied-Runkel († 1633), dessen Sohn, Herr von Runkel, Graf von Wied (gemeinsam mit Wilhelm IV.)
- 1581–1595: Wilhelm IV. von Wied-Runkel († 1612), Bruder Hermanns I., Herr von Runkel, Graf von Wied (mit Hermann I. bzw. Johann Wilhelm)

#### Obere Grafschaft Wied
- 1595–1612: Wilhelm IV. von Wied-Runkel († 1612), Graf zu Wied (Obere Grafschaft)
- 1613–1631: Hermann II. von Wied-Runkel († 1631), Bruder Johann Wilhelms, Graf zu Wied (Obere Grafschaft)
- 1631–1640: Friedrich von Wied-Runkel († 1698), dessen Sohn, Graf zu Wied (Obere Grafschaft, auch 1691–1692), 1638–1698 Graf zu Wied (Niedere Grafschaft)
- 1640–1653: Moritz Christian von Wied-Runkel († 1653), dessen Bruder, Graf zu Wied (Obere Grafschaft)
- 1653–1664: Johann Ernst von Wied-Runkel († 1664), dessen Bruder, Graf zu Wied (Obere Grafschaft)
- 1664–1691: Ludwig Friedrich († 1709), dessen Sohn, Graf zu Wied (Obere Grafschaft)
- 1691–1692: Friedrich von Wied-Runkel († 1698), dessen Onkel, Graf zu Wied (Obere Grafschaft, auch 1631–1640), 1638–1698 Graf zu Wied (Niedere Grafschaft)

Wappen der Grafen und Fürsten von Wied-Runkel

#### Grafschaft und Fürstentum Wied-Runkel
- 1692–1706: Maximilian Heinrich von Wied-Runkel († 1706), dessen Enkel, Graf zu Wied-Runkel
- 1706–1762: Johann Ludwig von Wied-Runkel († 1762), dessen Sohn, Graf zu Wied-Runkel
- 1762–1791: Christian Ludwig von Wied-Runkel († 1791), dessen Sohn, Graf zu Wied-Runkel, 1791 Fürst zu Wied-Runkel
- 1791–1806: Karl Ludwig Friedrich Alexander Fürst zu Wied († 1824), dessen Sohn, Fürst zu Wied-Runkel, ab 1806 mediatisierter Standesherr

#### Standesherrliche Herren von Runkel
- 1806–1824: Karl Ludwig Friedrich Alexander zu Wied († 1824), Fürst zu Wied, Herr zu Runkel
- 1824: Friedrich Ludwig zu Wied († 1824), dessen Bruder, Fürst zu Wied, Herr zu Runkel
- 1824–1836: Johann August Karl zu Wied († 1836), dessen Onkel 4. Grades, Fürst zu Wied, Graf zu Isenburg, Herr zu Runkel und Neuerburg (Haus Wied-Neuwied)
- 1836–1848: Wilhelm Hermann Karl zu Wied († 1864), dessen Sohn, Fürst zu Wied, Graf zu Isenburg, Herr zu Runkel und Neuerburg, 1848 abgedankt, Standesherrschaft Runkel aufgelöst

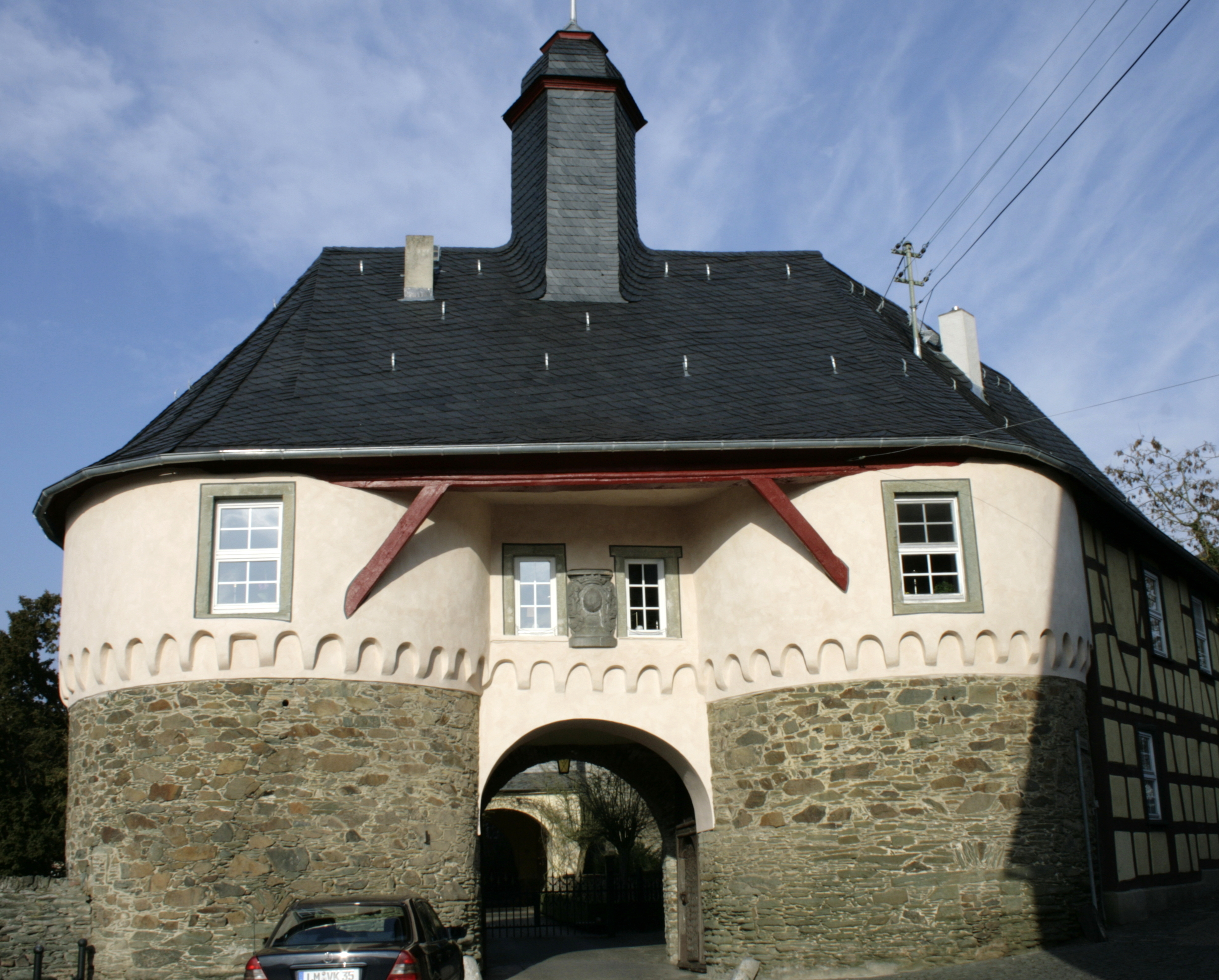
Burgtor
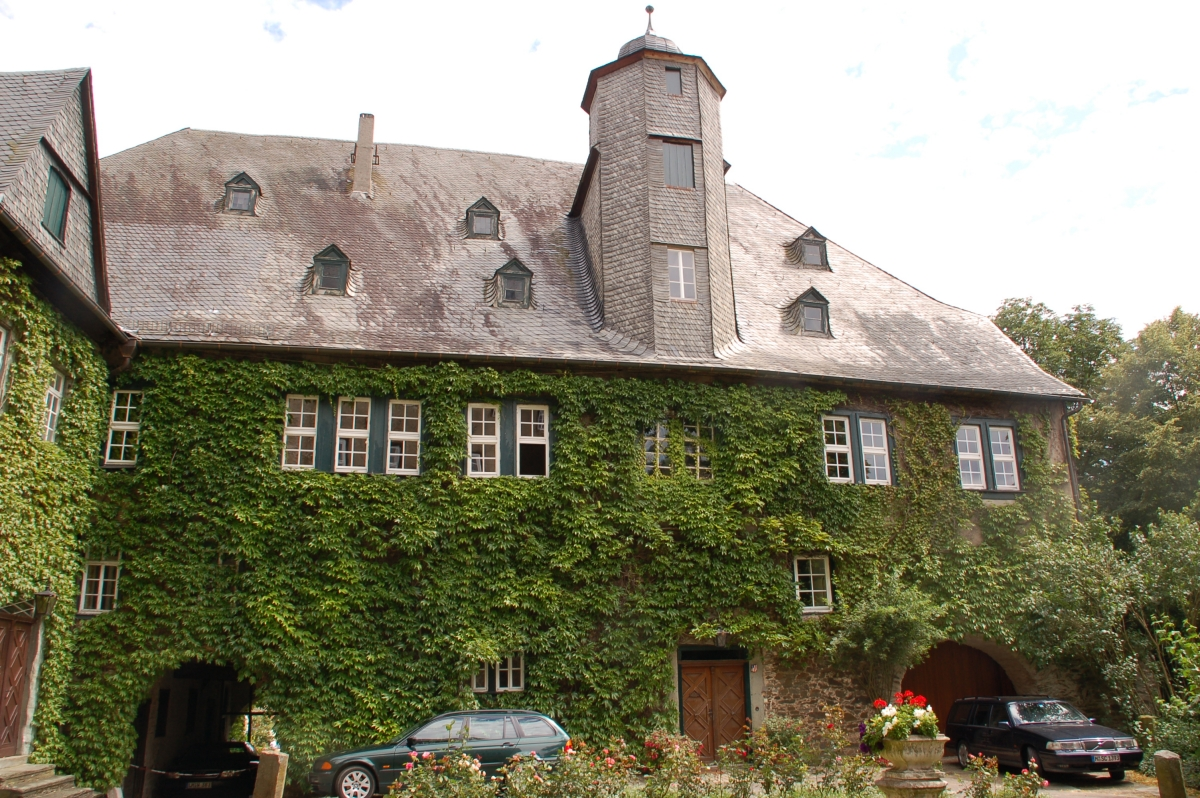
Heute noch genutztes Gebäude der Unterburg
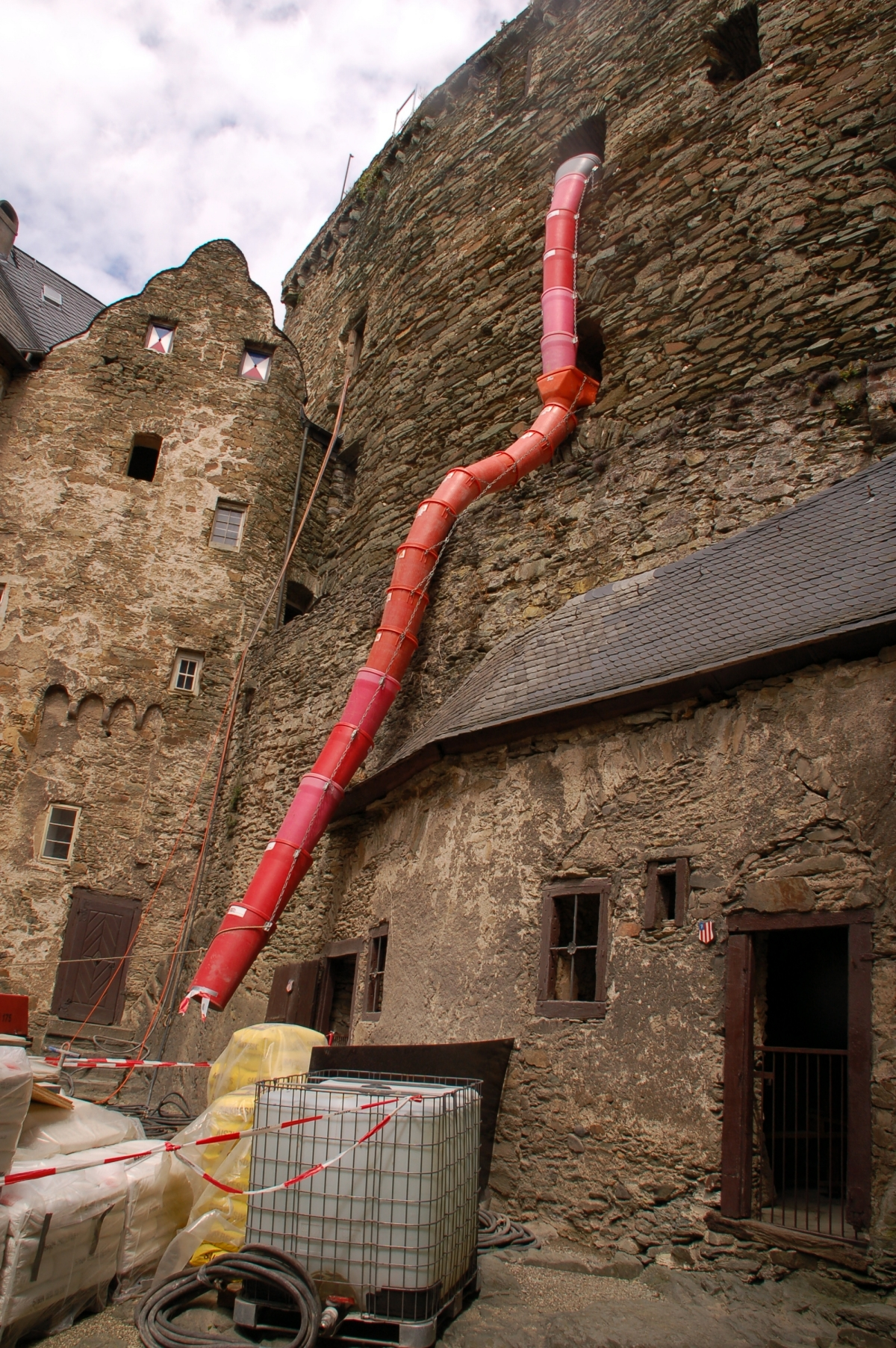
Erhaltungsarbeiten an der Burg
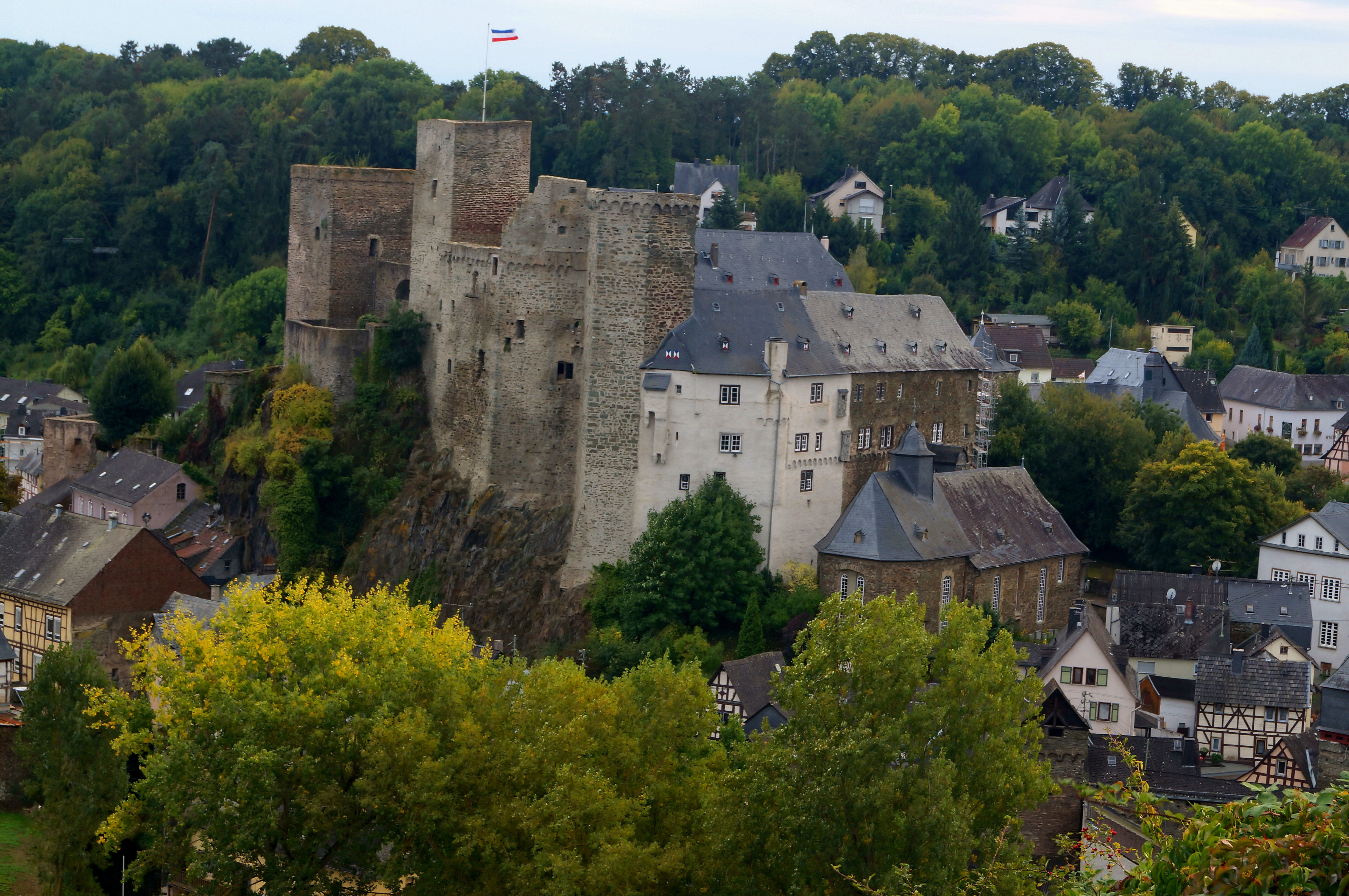
Burg Runkel
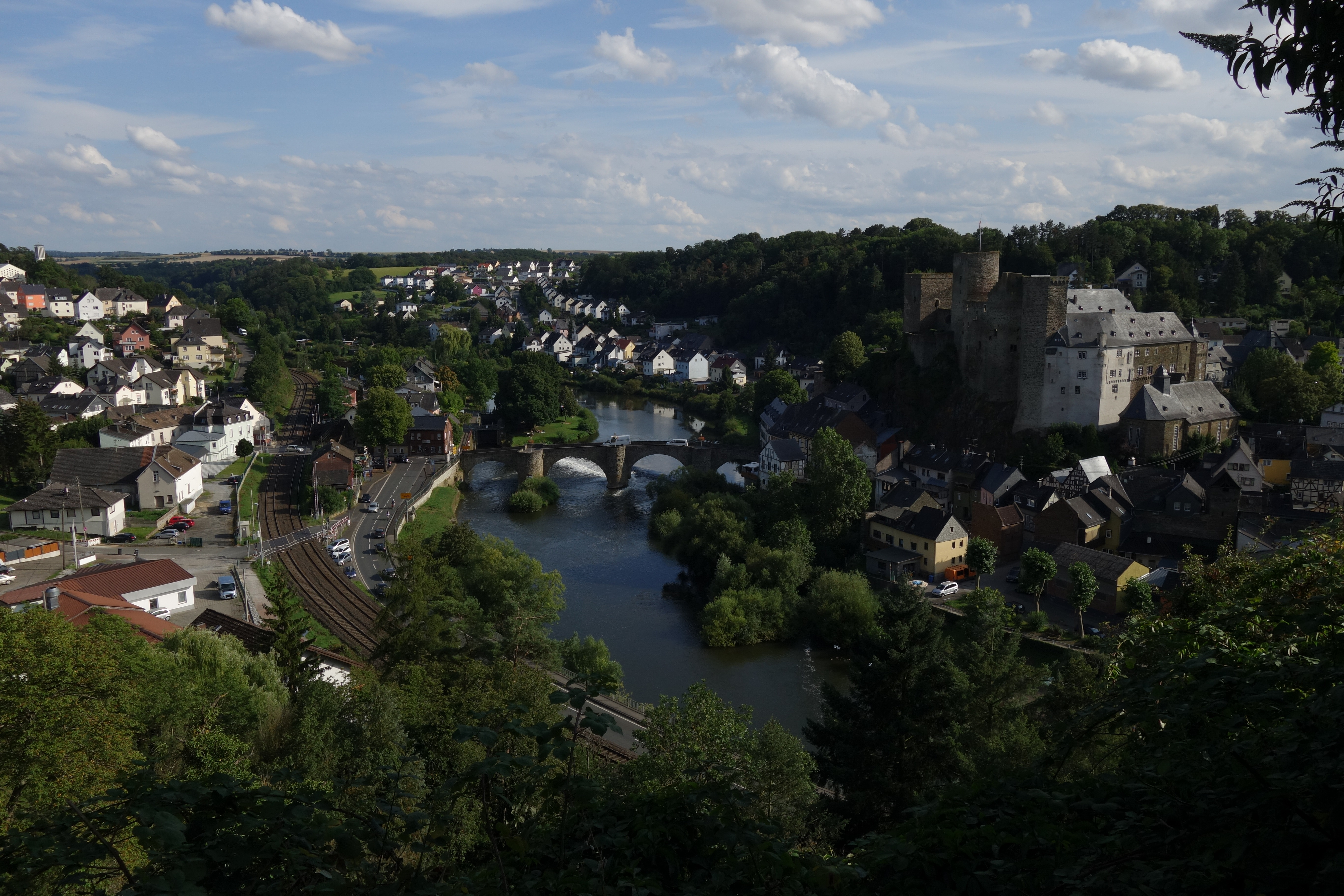
Blick von Burg Schadeck auf Ort und Burg Runkel

## Gliederung der Burg
Die Burg besteht aus einer Ober- oder Kernburg und einer Unterburg.
- Die Oberburg ist seit ihrer Zerstörung eine Ruine, die jedoch begehbar ist. Auf der höchsten Stelle des Felsens gegenüber der heutigen, in den Jahren 1440 bis 1448 erbauten Lahnbrücke steht der besteigbare Bergfried, der den Burghof der Unterburg um etwa 31 Meter überragt. Ihn umstehen die mächtigen Ruinen des Palas und weiterer ehemaliger Wohngebäude, die zur Lahnseite hin schon fast das Aussehen einer Schildmauer haben. An beiden Enden des rund 40 Meter langen Gebäudetraktes befindet sich jeweils ein mächtiger Wehrturm, die dem Bergfried in Höhe und in Mauerstärke kaum nachstehen. Man kann daher bei der Burg Runkel von einer der sehr seltenen Burgtypen sprechen, die drei Bergfriede besitzt.

- Die Unterburg wurde nach der Zerstörung des Dreißigjährigen Kriegs im 17. und 18. Jahrhundert wieder auf- und ausgebaut. Sie besteht aus zwei- bis dreistöckigen Gebäuden, die sich U-förmig südlich an die Oberburg anschließen und einen geschlossenen Innenhof bilden. Weitere ehemalige Wirtschaftsgebäude befinden sich innerhalb eines Vorhofes, der von einer Ringmauer umgeben wird. Die im Gegensatz zur Oberburg noch gut erhaltenen Gebäude der Unterburg werden heute noch überwiegend genutzt.

## Heute
Heutzutage befinden sich in der Unterburg ein Museum, eine Kapelle, ein Archiv und die fürstlich-wiedsche Verwaltung. Zeitweise wird das Schloss von der Familie Metfried Prinz zu Wied (1935–2024; Bruder von Friedrich Wilhelm Prinz zu Wied) bewohnt. Andere Gebäudeteile werden ebenfalls bewohnt oder dienen unter anderem als Abstellraum für landwirtschaftliche Fahrzeuge. Die nicht wiederhergestellten Gebäude der Oberburg können auch besichtigt werden. Besucher erhalten am Eingang der Burg ein Faltblatt mit schriftlicher Führung zu 18 Stationen, die den selbst zu erkundenden Weg durch die Burg erläutern. Dabei ist auch die Besteigung des Hauptturmes möglich. Von seiner Aussichtsplattform ergibt sich ein schöner Ausblick auf den Ort Runkel, die mittelalterliche Lahnbrücke und die noch heute gut erhaltene Burg Schadeck auf der gegenüberliegenden Lahnseite. Zusätzlich zum Denkmalschutz hat die Burg den Schutzstatus für den Kriegsfall nach der Haager Konvention erhalten.